# Gerbillus poecilops
Gerbillus poecilops — вид гризунів родини мишевих (Muridae). Зустрічається в Саудівській Аравії та Ємені. 

## Оселище й екологія
Віддає перевагу піщаним місцевостям поблизу сіл, культивованих ділянок. Здається, він менш адаптований до посушливих районів, ніж більшість його побратимів. Вважається, що розмноження відбувається протягом року, а пік — осінь і зима. Про його біологію відомо мало.

## Загрози й охорона
Це адаптивний вид, який навряд чи зіткнеться з будь-якими серйозними загрозами. Невідомо, чи зустрічається цей вид на будь-якій охоронюваній території.